# Metaebene
|                                            | Dieser Artikel wurde im Portal Wissenschaft zur Verbesserung eingetragen. Hilf mit, ihn zu bearbeiten, und beteilige dich an der Diskussion! |
| Vorlage:Portalhinweis/Wartung/Wissenschaft | |

Metaebene ist eine lose verwendete Bezeichnung für eine übergeordnete Sichtweise, in der Diskurse, Strukturen oder Sprachen als Objekte behandelt werden. 
Findet die Metaebene in derselben Struktur statt, über die sie spricht, so liegt ein Fall von Selbstreferenzialität vor. Es können von jeder Ebene wieder neue Metaebenen aufgesucht werden, eine absolute Metaebene gibt es nicht. Was als Metaebene infrage kommt, ist abhängig von der Wahl einer methodischen Perspektive. Wird auf der Metaebene eine systematische Betrachtung durchgeführt, so ist das Ergebnis eine Metatheorie. Eine Neuauswertung des Datenmaterials mehrerer empirischen Studien zu einem Thema ist eine Meta-Studie oder -Analyse.

## Allgemeines
Auf der Metaebene werden gewöhnlich Generalisierungen und allgemeine Strukturen des Gegenstandsbereichs der zugrundeliegenden Struktur selbst zu Gegenständen gemacht. So wie sich ein Diskurs auf Gegenstände bezieht, die seine Objektebene sind, bezieht sich die Metaebene wiederum auf einen Diskurs. Es werden diejenigen Prinzipien untersucht, nach denen das, was auf der Objektebene als einzelne Instanz auftritt, geschieht. Der Übergang zur Metaebene wird in Anlehnung an Willard Van Orman Quine auch als „semantic acscent“ (Semantischer Aufstieg) bezeichnet. Die Vermischung von (Objekt-)Ebene und Metaebene, etwa durch opaken Kontext ist eine Möglichkeit, um selbstbezügliche Aussagen oder Bilder zu erstellen, was gelegentlich zu Paradoxien führen kann (z. B. das Barbier-Paradoxon oder die sog. Lügner-Antinomie).

## Beispiele
Die Wissenschaftstheorie bildet eine Metaebene zur Wissenschaft, indem sie die wissenschaftlichen Methoden untersucht, die der Untersuchung natürlicher Phänomene dienen. Die Phänomene bilden selbst jedoch keine „Ebene“; die Wissenschaft ist also nicht eine Metaebene der Natur. Die Wissenschaftssoziologie betrachtet die Wissenschaft als soziologisches Phänomen, sie ist also eine Metaebene für den Wissenschaftsbetrieb (siehe auch Metawissenschaft). Nun können Wissenssoziologie und Wissenschaftstheorie sowohl je für sich selbst als auch füreinander als Metaebene auftreten (Wissenschaftstheorie der Wissenschaftstheorie, Wissenschaftstheorie der Wissenssoziologie, Wissenssoziologie der Wissenschaftstheorie, Wissenssoziologie der Wissenssoziologie).
Im Alltag der Kommunikation wird eine Diskussion oder ein Streit, der sich nicht mit konkreten Sachfragen, sondern mit dem äußeren Rahmen (Sprecher, Voraussetzungen, Begrifflichkeiten) oder inneren Problemen (Diskussionsstil) einer Diskussion auseinandersetzt, als Metaebene oder auch Metadiskussion bezeichnet. Werden Metadiskussion und diskutierte Diskussion von denselben Sprechern getragen, so liegt ein Fall von Selbstreferenzialität vor.
In der Medienwissenschaft und der Kunst – beispielsweise in Literatur und Film – spricht man von einer Metaebene, wenn die jeweilige Produktion oder Entstehung eines Werkes selbst zum Inhalt der Arbeit wird. Das war bereits bei der von Friedrich Schlegel postulierten Romantischen Ironie der Fall.
- Bekannte Filmbeispiele sind z. B. 8½ von Federico Fellini und das Blair Witch Project. Davon ist aber ein „Making-of“ zu unterscheiden, bei dem nicht im Werk über das Filmemachen gesprochen wird, sondern über beliebige Ereignisse aus dem Produktionsprozess. Die genannten Beispiele sind aber auch Fälle von Selbstreferenzialität.
- Das bekannte Bild La trahison des images (wörtlich: „Der Verrat der Bilder“) von René Magritte, das eine Pfeife mit dem Schriftzug Ceci n'est pas une pipe. („Dies ist keine Pfeife.“) abbildet.
- Ein Fall von fiktiver Selbstreferenzialität liegt in dem für diesen Umstand berühmten Roman Leben und Ansichten von Tristram Shandy, Gentleman vor.